# تام بیتمن
توماس جاناتان بیتمن (متولد ۱۵ مارس ۱۹۸۹) بازیگر بريتانيايي
 است. او بیشتر به خاطر نقش آفرینی‌هایش در سریال‌های شیاطین داوینچی (۲۰۱۳–۲۰۱۵) جکیل و هاید (۲۰۱۵) و در فیلم قتل در قطار سریع‌السیر شرق (۲۰۱۷) شناخته شود.

## زندگی و حرفه
بیتمن در آکسفورد، اکسفوردشایر متولد شد. او دارای سیزده خواهر و برادر، از جمله برادر دوقلو، به نام مرلین است.
او کارش را در سریال تونل (۲۰۱۳) در شبکه Sky TV شروع کرد. او به عنوان جولیانو مدیچی در سریال شیاطین داوینچی (۲۰۱۳–۲۰۱۵) ظاهر شد.
او در سال ۲۰۱۵ در سریال بریتانیایی ۱۰ قسمت  جکیل و هاید به عنوان نقش اول ستاره شد.
در سال ۲۰۱۷، او اولین بار در هالیوود در فیلم کمدی ربوده‌شده (۲۰۱۷) و به عنوان بوک در فیلم قتل در قطار سریع‌السیر شرق (۲۰۱۷) ظاهر شد. او همچنین تبه کار اصلی در فیلم تعقیب سرد (۲۰۱۹) بوده‌است. در ماه اوت ۲۰۱۸ او به عنوان شخصیت اصلی در خانه بیچام ITV اعلام شد که در سال ۲۰۱۹ پخش خواهد شد.

## فیلم‌ها

### سینما
| سال  | عنوان                        | نقش     | یادداشت    |
| ---- | ---------------------------- | ------- | ---------- |
| ۲۰۱۱ | هیاهوی بسیار برای هیچ        | کلودیو  |            |
| ۲۰۱۵ | اعتباردهندگان                | مایکل   |            |
| ۲۰۱۵ | تئاتر Branagh: داستان زمستان | فلوریزل |            |
| ۲۰۱۶ | گرفتن در معرض                | چارلی   | فیلم کوتاه |
| ۲۰۱۷ | B & B                        | مارک    |            |
| ۲۰۱۷ | گرفتار                       | جیمز    |            |
| ۲۰۱۷ | قتل در شرق اکسپرس            | بوک     |            |
| ۲۰۱۷ | سلام لئو جو                  | تونی    |            |
| ۲۰۱۹ | تعقیب سرد                    | ترور    |            |

### تلویزیون
| سال  | عنوان          | نقش                    | یادداشت               |
| ---- | -------------- | ---------------------- | --------------------- |
| ۲۰۱۳ | تونل           | دنی هیلیر              | ۷ قسمت (فصل ۱)        |
| ۲۰۱۳ | شیاطین داوینچی | جیولیانو مدیچی         | ۱۰ قسمت (فصل ۱ و ۲)   |
| ۲۰۱۵ | جکیل و هاید    | دکتر رابرت جکیل / هاید | تمام قسمت‌ها (۱۰ قسمت) |
| ۲۰۱۶ | پاهای سرد      | جاستین پارکر           | ۲ قسمت (فصل ۶)        |
| ۲۰۱۸ | نمایشگاه غرور  | رادون کراولی           | ۶ قسمت (مینی سریال)   |
| ۲۰۱۸ | در تاریکی      | ویلکس                  | قسمت: " بدن "         |